# Eurybunus riversi
Eurybunus riversi is een hooiwagen uit de familie Globipedidae.